# Anders Gustaf Ekeberg
Anders Gustaf Ekeberg (ur. 16 stycznia 1767 w Sztokholmie, zm. 11 lutego 1813 w Karlskronie) – szwedzki chemik. Członek Królewskiej Szwedzkiej Akademii Nauk
Anders Gustaf Ekeberg w 1802 dokonał odkrycia pierwiastka chemicznego – tantalu.